# Gorguts
Gorguts са техническа дет метъл група от Шербрук, Квебек, Канада. Групата е сформирана през 1989, като единственият ѝ постоянен член е Люк Лемай.

## История
Gorguts е основана през 1989 от Люк Лемай (вокали и китара), Силвейн Маркюкс (китара), Ерик Жижер (бас китара) и Стефан Провенчър (барабани). Те издават първото си демо, ...And Then Comes Lividity през 1990, като след това те подписват договор с Roadrunner Records. Първият им албум, Considered Dead, съдържа камео участия на Джеймс Мърфи (китарно соло в Inoculated Life) и Крис Барнс (поддържащи вокали в Bodily Corrupted, Rottenatomy и Hematological Allergy)
През 1993, те издават втория си албум, който е по-експериментален и техничен, под името The Erosion of Sanity. След издаването му, обаче, Roadrunner решават да прекратят договора. Групата спира да свири за пет години, което кара много от феновете им, да мислят, че тя се е разпаднала.
Лемай, единственият постоянен член, се завръща през 1998 чрез Olympic Recordings с нов състав, който включва Стийв Хърдъл (китара), Стив Клутиер (бас китара) и Патрик Робърт (барабани). Те издават албума Obscura, който получава много похвали.
След Obscura, Хърдъл напуска групата и е заменен от Даниъл Монгрейн, от дет метъл групата Martyr, а Робърт – от Стив Макдоналд. Последният албум на Gorguts е From Wisdom to Hate, издаден през 2001. Албумът комбинира предишните албуми стилистически.
Макдоналд, който страда от депресия, се самоубива през 2002, което евентуално води до разпадането на групата през 2005. Хърдъл сформира Negativa и кани Лемай да се присъедини; тази група издава EP. През декември 2008, демо песен на Gorguts с китара и дръм машина, излиза в интернет пространството и самият Лемай потвърждава завръщането на групата със състав, който се състои от Колин Марстън, Кевин Хуфнаджел и Джон Лонгстрет. Бъдещият албум на групата се казва Colored Sands и ще бъде издаден на 30 август 2013 и на 3 септември 2013, в Северна Америка.

## Дискография
Студийни албуми
- Considered Dead (1991)
- The Erosion of Sanity (1993)
- Obscura (1998)
- From Wisdom to Hate (2001)
- Colored Sands (2013)[5]

EP-та
- Pleiades' Dust (2016)

Компилации
- Demo Anthology (2003)

Концертни албуми
- Live in Rotterdam (2006)

Демота
- ...And Then Comes Lividity (1990)

## Състав
Текущи членове
- Люк Лемай – вокали, китара (1989 – 2005, 2008–наши дни)
- Кевин Хюфнаджел – китара (2009–наши дни)
- Колин Марстън – бас китара (2009–наши дни)
- Джон Лонгстрет – барабани (2009–наши дни)

Бивши членове
- Карло Гоци – бас китара (1989)
- Гари Шинард – китара (1989 – 1990)
- Силвейн Маркюкс – китара (1989 – 1993)
- Стефан Провенчър – барабани (1989 – 1993)
- Ерик Жижер – бас китара (1990 – 1993)
- Стив Макдоналд – барабани (1993 – 1995, 1998 – 2002; починал)
- Стийв Хърдъл – китара, вокали (1993 – 1999; починал)
- Стив Клутиер – бас китара (1993 – 2004)
- Патрик Робърт – барабани (1996 – 1998)
- Даниъл Монграйн – китара (1999 – 2001)

Концертни членове
- Патрис Хамелин – барабани (2011)